# فرانكلين براون
فرانكلين براون (4 مارس 1873 في المملكة المتحدة - 12 أغسطس 1946) (بالإنجليزية: Franklin Browne)‏ هو لاعب كريكت بريطاني (وحمل سابقاً جنسية المملكة المتحدة لبريطانيا العظمى وأيرلندا).

## وصلات خارجية
- فرانكلين براون على موقع إي آس بي آن كريك إنفو (الإنجليزية)